# 2月12日
2月12日（にがつじゅうににち）は、グレゴリオ暦で年始から43日目にあたり、年末まであと322日（閏年では323日）ある。

## できごと
- 881年 - イタリア王カール3世が西ローマ皇帝として戴冠。
- 1502年 - ヴァスコ・ダ・ガマがインドへ向けての第2回航海に出航。
- 1541年 - サンティアゴ市（チリ）が建設される。
- 1554年 - ロンドン塔に幽閉されていた元イングランド女王ジェーン・グレイが斬首される。
- 1733年 - ジェームス・オグルソープがジョージア植民地を建設。
- 1736年 - マリア・テレジアとロートリンゲン公子フランツ・シュテファン（後の神聖ローマ皇帝）が婚礼を挙げる。
- 1771年 - グスタフ3世がスウェーデン王に即位。
- 1797年 - ハイドンのオーストリア皇帝讃歌『神よ、皇帝フランツを守り給え』がウィーンで初演。
- 1816年 - ナポリのサン・カルロ劇場が火事により焼失。
- 1818年 - ベルナルド・オイギンスがチリのスペインからの独立を宣言（英語版）。
- 1832年 - エクアドルがガラパゴス諸島を領有。
- 1889年 - 日本の黒田清隆首相が超然主義演説を行う。
- 1909年 - 全米黒人地位向上協会 (NAACP) 設立。
- 1912年（宣統3年12月25日） - 清の皇帝宣統帝が退位。清が滅亡。
- 1913年 - メアリー・フェルプス・ジェイコブ（英語版）がブラジャーの原形となる物の特許を取得。
- 1921年 - 第一次大本事件。出口王仁三郎ら大本の幹部が不敬罪で一斉検挙。
- 1924年 - ジョージ・ガーシュウィンの『ラプソディ・イン・ブルー』が初演。
- 1934年 - オーストリアで2月内乱が始まる。
- 1938年 - 北海道札幌市で国内初のボブスレー競技会が開催された[1]。
- 1945年 - 鎌倉空襲。
- 1958年 - 新宿・伊勢丹でメリーチョコレートが最初のバレンタイン板チョコを販売。ハート型は翌年から販売。バレンタインチョコレートのはしり。
- 1961年 - ソ連が世界初の金星探査機「ベネラ1号」を打ち上げ。
- 1968年 - ベトナム戦争: フォンニィ・フォンニャットの虐殺。
- 1974年 - ソ連のノーベル文学賞受賞者アレクサンドル・ソルジェニーツィンが国家反逆罪で逮捕され、翌日、国外追放処分となる。
- 1979年 - 広島競輪場で誤った着順発表を契機に約1万人の群衆により騒然となる。一部が暴徒化が建物や車両に放火[2]。
- 1984年 - 植村直己が北米・マッキンリー山の冬季単独登頂に成功（翌13日、下山中に消息を絶つ）。
- 1985年 - 大韓民国（第五共和国時代）で、第12代総選挙が行なわれる。
- 1994年 - 第17回冬季オリンピック、リレハンメル大会開催。2月27日まで。
- 1994年 - 南岸低気圧の影響で、日本各地で記録的な大雪。
- 1997年 - 北朝鮮の黄長燁朝鮮労働党書記が北京の韓国大使館を訪れ韓国への亡命を申請。
- 1997年 - M-Vロケット初号機によって世界初の電波天文衛星のはるかが打ち上げられた[3]。
- 2001年 - NASAの小惑星探査機「NEARシューメーカー」が小惑星「エロス」に軟着陸。小惑星への着陸は史上初。
- 2005年 - 自衛隊第五次イラク派遣。
- 2009年 - コンチネンタル航空3407便墜落事故: ニュージャージー州ニューアークからニューヨーク州バッファローに向かっていたコンチネンタル航空3407便が、バッファロー空港に近い住宅に墜落。乗っていた48人全員と地上にいた1人の計49人が死亡した[4]。
- 2010年 - 第21回冬季オリンピックバンクーバー大会開幕。2月28日まで。
- 2010年 - バンクーバーオリンピック開会式前のリュージュの公式練習中に、グルジアのノダル・クマリタシビリが事故により死亡[5]。
- 2012年 - 東京ゲートブリッジが開通。
- 2013年 - 北朝鮮が3回目の核実験を実施する[6]。
- 2013年 - グアム通り魔殺人事件。日本人観光客3人が死亡、11人が負傷した[7]。
- 2025年 - 米露首脳による電話会談を実施。露宇戦争の戦闘終結に向けて交渉を開始することで合意[8]。

## 誕生日
- 1218年（建保6年1月16日） - 藤原頼経、鎌倉幕府第4代将軍、摂家将軍（+ 1256年）
- 1712年（正徳2年1月6日） - 堀田正亮、佐倉藩主（+ 1761年）
- 1745年（延享2年1月12日） - 伊達村賢、吉田藩主（+ 1790年）
- 1750年（寛延3年1月6日） - 山内豊雍、土佐藩主（+ 1789年）
- 1760年 - ヤン・ラディスラフ・ドゥシーク（デュセック）、作曲家（+ 1812年）
- 1768年 - フランツ2世、神聖ローマ皇帝（+ 1835年）
- 1775年 - ルイーザ・アダムズ、アメリカ合衆国のファーストレディ（+ 1852年）
- 1777年 - フリードリヒ・フーケ、作家（+ 1843年）
- 1785年 - ピエール・ルイ・デュロン、化学者、物理学者（+ 1838年）
- 1799年（寛政11年1月8日） - 溝口直諒、新発田藩主（+ 1858年）
- 1800年 - ジョン・エドワード・グレイ、動物学者（+ 1875年）
- 1804年 - ハインリヒ・レンツ、物理学者（+ 1865年）
- 1809年 - エイブラハム・リンカーン、第16代アメリカ合衆国大統領（+ 1865年）
- 1809年 - チャールズ・ダーウィン、科学者（+ 1882年）
- 1813年 - ジェームズ・デーナ、地質学者、鉱物学者（+ 1895年）
- 1828年 - ジョージ・メレディス、小説家（+ 1909年）
- 1829年（文政12年1月9日） - 鍋島直亮、小城藩主（+ 1864年）
- 1836年（天保6年12月26日） - 五代友厚、実業家（+ 1885年）
- 1843年（天保14年1月14日） - 新島襄、同志社大学創立者（+ 1890年）
- 1850年 - ウィリアム・モーリス・ディヴィス、地理学者（+ 1934年）
- 1851年 - オイゲン・フォン・ベーム＝バヴェルク、経済学者（+ 1914年）
- 1854年（嘉永7年1月15日） - 酒井忠邦、姫路藩主（+ 1879年）
- 1857年 - ウジェーヌ・アジェ、写真家（+ 1927年）
- 1858年 - ウィリアム・ベリマン・スコット、古生物学者（+ 1947年）
- 1861年 - ルー・アンドレアス・ザロメ、作家（+ 1937年）
- 1865年（元治2年1月17日） - 内田定槌、外交官（+ 1942年）
- 1866年（ユリウス暦1月31日） - レフ・シェストフ、哲学者（+ 1938年）
- 1881年 - アンナ・パヴロワ、バレリーナ（+ 1931年）
- 1884年 - マックス・ベックマン、画家（+ 1950年）
- 1886年 - 中野正剛、政治家（+ 1943年）
- 1886年 - 風見章、政治家（+ 1961年）
- 1891年 - 直木三十五、小説家（+ 1934年）
- 1893年 - オマール・ブラッドレー、軍人（+ 1981年）
- 1894年 - 瀬川路三郎、俳優（+ 1968年）
- 1900年 - ワシーリー・チュイコフ、軍人（+ 1982年）
- 1901年 - 清水雅、実業家（+ 1994年）
- 1902年 - 三遊亭圓遊（4代目）、落語家（+ 1984年）
- 1903年 - チック・ヘイフィー、元プロ野球選手（+ 1973年）
- 1905年 - 田辺茂一、紀伊國屋書店創業者（+ 1981年）
- 1905年 - 巽聖歌、児童文学作家、歌人、詩人（+ 1973年）
- 1906年 - 薮内清、天文学者、科学史家（+ 2000年）
- 1907年 - 豊田三郎、小説家（+ 1959年）
- 1908年 - ジャック・エルブラン、数学者（+ 1931年）
- 1908年 - 塩まさる、歌手（+ 2003年）
- 1909年 - 佐分利信、俳優（+ 1982年）
- 1912年 - 武田泰淳、小説家（+ 1976年）
- 1913年 - 金子一平、政治家（+ 1989年）
- 1917年 - 松野頼三、政治家（+ 2006年）
- 1918年 - ジュリアン・シュウィンガー、物理学者（+ 1994年）
- 1919年 - 原田憲、政治家（+ 1997年）
- 1920年 - 山口淑子、女優、政治家（+ 2014年）
- 1921年 - 大松博文、バレーボール指導者、参議院議員（+ 1978年）
- 1923年 - フランコ・ゼフィレッリ、映画監督（+ 2019年）
- 1924年 - 村田敬次郎、政治家（+ 2003年）
- 1924年 - 竹村元雄、元プロ野球選手
- 1925年 - レフ・ナウモフ、ピアニスト、作曲家、音楽教師（+ 2005年）
- 1926年 - 久喜勲、元プロ野球選手（+ 1993年）
- 1927年 - 森政弘、工学者（+ 2025年）
- 1931年 - 牛尾治朗、実業家、ウシオ電機会長（+ 2023年）
- 1932年 - 賀集正三、将棋棋士（+ 2017年）
- 1933年 - 蓮実進、政治家
- 1934年 - ビル・ラッセル、バスケットボール選手（+ 2022年）
- 1935年 - 豊田泰光、元プロ野球選手（+ 2016年）
- 1935年 - チャールズ・"ハングリー"・ウィリアムズ、R&Bドラマー、シンガー（+ 1986年）
- 1936年 - 西岡武夫、政治家（+ 2011年）
- 1937年 - 砂川啓介、俳優、タレント（+ 2017年）
- 1938年 - 木村太郎、ジャーナリスト
- 1939年 - レイ・マンザレク、ミュージシャン（ザ・ドアーズ）（+ 2013年）
- 1941年 - 石丸博也[9]、声優
- 1941年 - 植村直己、冒険家（+ 1984年）
- 1941年 - 南里宏、空手家
- 1941年 - マーク・ブラウンスタイン、元プロ野球選手
- 1942年 - エフード・バラック、政治家
- 1942年 - パット・ドブソン、元プロ野球選手（+ 2006年）
- 1943年 - 夏川かほる、女優（+ 1998年）
- 1945年 - モード・アダムス、女優
- 1947年 - おばあちゃん、お笑いタレント
- 1948年 - 井出智香恵、漫画家
- 1948年 - レイ・カーツワイル、発明家、企業家
- 1948年 - 相川進、元プロ野球選手（+ 2010年）
- 1949年 - やまざきかずお、アニメーター
- 1950年 - スティーヴ・ハケット、ギタリスト
- 1950年 - マイケル・アイアンサイド、俳優
- 1952年 - マイケル・マクドナルド、ミュージシャン
- 1952年 - ヘンリー・ロノ、陸上競技選手（+ 2024年）
- 1952年 - 登記欣也、元プロ野球選手
- 1955年 - 伊丹幸雄、歌手
- 1955年 - さとうあい、声優
- 1955年 - 広瀬隆、ミュージシャン、ラジオパーソナリティ
- 1955年 - グレッグ・ジョンストン、元プロ野球選手
- 1955年 - ビル・ラズウェル、ベーシスト、音楽プロデューサー
- 1957年 - 武部聡志、作曲家、音楽プロデューサー
- 1958年 - 太田純、銀行家、三井住友フィナンシャルグループ代表執行役社長（+ 2023年）
- 1959年 - 岡田奈々、女優
- 1961年 - 花山佳子、女優
- 1964年 - 蓮池龍三[10]、声優
- 1965年 - 後藤明美、元プロ野球選手
- 1965年 - ルーベン・アマロ・ジュニア、元プロ野球選手
- 1967年 - 梶原真弓、タレント（元シェイプUPガールズ）
- 1967年 - 岩田徹、元プロ野球選手
- 1968年 - 祭小春、演歌歌手
- 1968年 - 中川康洋、政治家
- 1968年 - ジョシュ・ブローリン、俳優
- 1969年 - 洪明甫、元サッカー選手
- 1969年 - メイヤ、歌手
- 1969年 - ダーレン・アロノフスキー、映画監督
- 1971年 - トニア・クワイトコウスキー、フィギュアスケート選手
- 1972年 - 五條真由美、歌手
- 1972年 - 許文會、元プロ野球選手
- 1973年 - 下平さやか、アナウンサー
- 1973年 - 川崎恵理子、声優
- 1973年 - 水樹洵、声優
- 1974年 - 高木虎之介、レーシングドライバー
- 1974年 - ナジーム・ハメド、元プロボクサー
- 1974年 - ひぐち君、お笑いタレント（髭男爵）
- 1975年 - スコット・ポラード、バスケットボール選手
- 1976年 - ですよ。、お笑いタレント
- 1976年 - パディ・ヤング、騎手
- 1977年 - 斉藤貴美子、声優
- 1977年 - 劉東勳、元プロ野球選手
- 1978年 - H ZETT M、ミュージシャン（元PE'Z）
- 1978年 - 熊谷茶、お笑いタレント（ガリットチュウ）
- 1979年 - 荒井健一、歌手（RAG FAIR）
- 1979年 - 金剛弘樹、元プロ野球選手
- 1979年 - ジェシー・スペンサー、俳優
- 1979年 - 李知姫、ゴルファー
- 1980年 - 塩田亜飛美、ゴルファー
- 1980年 - フアン・カルロス・フェレーロ、テニス選手
- 1980年 - クリスティーナ・リッチ、女優
- 1981年 - 和田貴範、元野球選手
- 1981年 - 近平省悟、元プロ野球選手
- 1982年 - 鈴来直人、元騎手
- 1982年 - 齊藤信介、元プロ野球選手
- 1982年 - イコ・ウワイス、俳優
- 1983年 - 南井大志、元騎手、調教助手
- 1984年 - 田辺裕信、騎手
- 1984年 - カテリーン・イバルグエン、陸上選手
- 1985年 - 我謝よしか、女優、タレント、モデル
- 1985年 - 原田まりる、作家、タレント、元アイドル
- 1985年 - 中村龍介、俳優
- 1986年 - ブランドン・アレン、プロ野球選手
- 1986年 - トッド・フレイジャー、プロ野球選手
- 1986年 - 長崎真友子、実業家、アナウンサー
- 1987年 - みうな、アイドル（元カントリー娘。）
- 1987年 - 森田みいこ、元タレント
- 1987年 - 田野アサミ、タレント、女優、声優（元BOYSTYLE）
- 1987年 - 紺野ゆり、ファッションモデル
- 1987年 - アルヘニス・ディアス、プロ野球選手
- 1987年 - 泉田文佳、女優、タレント
- 1988年 - 榮倉奈々、女優、ファッションモデル
- 1988年 - 桜咲千依、声優
- 1988年 - ジョシュ・フェグリー、プロ野球選手
- 1989年 - 関山藍果、歌手
- 1989年 - 内田莉紗、女優、声優
- 1989年 - 朝弁慶大吉、元大相撲力士
- 1989年 - ロン＝ロベルト・ツィーラー、サッカー選手
- 1990年 - 小林美穂、ファッションモデル
- 1990年 - 山路和希、ラグビーユニオン選手
- 1991年 - 黒瀧まりあ、ファッションモデル
- 1991年 - 弘中綾香、アナウンサー
- 1991年 - 福田典子、アナウンサー
- 1991年 - 長沢美月、タレント、モデル
- 1991年 - 川上早春、声優
- 1991年 - 倉口桃、声優
- 1991年 - 実川桃子、声優
- 1991年 - 厚ヶ瀬美姫、元野球選手
- 1992年 - 市川春樹、元タレント、元女優
- 1993年 - 近藤弘基、元プロ野球選手
- 1993年 - 水川潤、AV女優、タレント、元グラビアアイドル
- 1993年 - キコ・ウィルソン、タレント
- 1994年 - 市川美織、タレント（元NMB48）
- 1994年 - 薄井千織、女優
- 1994年 - アーマン・ホール、陸上競技選手
- 1994年 - 中野花菜、ソフトボール選手
- 1995年 - 川栄李奈、女優（元AKB48）
- 1995年 - 日野龍樹、フィギュアスケート選手
- 1995年 - 水無瀬ゆき、アイドル (元夢みるアドレセンス)
- 1996年 - 藤谷洸介、元プロ野球選手
- 1996年 - 杉本太郎、サッカー選手
- 1996年 - 千葉一磨、俳優
- 1997年 - 木野日菜、声優
- 1998年 - 小林虎之介、俳優
- 1998年 - 田母神一喜、陸上競技選手
- 1999年 - 三浦桃香、プロゴルファー
- 1999年 - 又木鉄平、プロ野球選手
- 2000年 - 川津明日香、ファッションモデル、タレント、女優
- 2001年 - 荻野拓海、歌手
- 2003年 - miyou、歌手（Little Glee Monster）
- 2005年 - 金田優太、プロ野球選手
- 生年不詳 - 長南翔太、声優
- 生年不詳 - 中山大吾、声優
- 生年不詳 - 滑川洋平、声優

## 忌日

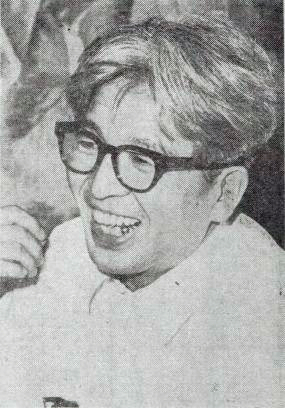
小説家司馬遼太郎(1923-1996)没。第2次世界大戦に戦車隊として従軍。戦後産経新聞勤務の傍ら1959年「梟の城」で第42回直木賞を受賞。歴史小説「竜馬がゆく」、「坂の上の雲」、「翔ぶが如く」ほか、紀行「街道をゆく」など著作多数。

- 890年（寛平2年1月19日） - 遍昭、歌人、六歌仙、三十六歌仙の1人（* 816年）
- 1185年（元暦2年1月11日） - 藤原隆季、平安時代の公卿（* 1127年）
- 1518年 - カタリナ、ナバラ女王（* 1468年）
- 1538年 - アルブレヒト・アルトドルファー、画家（* 1480年頃）
- 1554年 - ジェーン・グレイ、イングランド女王（* 1537年）
- 1559年 - オットー・ハインリヒ、プファルツ選帝侯（* 1502年）
- 1578年 - カタリナ・デ・アウストリア、ポルトガル王ジョアン3世の妃（* 1507年）
- 1612年 - クリストファー・クラヴィウス、天文学者（* 1538年）
- 1612年 - ヨドクス・ホンディウス（英語版）、彫刻家、地図製作者（* 1563年）
- 1619年 - ピエール・ド・ラリヴェ、劇作家（* 1541年）
- 1627年 - カール1世、リヒテンシュタイン公（* 1569年）
- 1689年 - マリー・ルイーズ・ドルレアン、スペイン王カルロス2世の妃（* 1662年）
- 1690年 - シャルル・ルブラン、画家（* 1619年）
- 1692年 - ヘンドリック・ハメル、『朝鮮幽囚記』を著したオランダ東インド会社書記（* 1630年）
- 1696年（元禄9年1月10日） - 月舟宗胡、曹洞宗の僧（* 1618年）
- 1712年 - マリー・アデライード・ド・サヴォワ、ブルゴーニュ公ルイの妃（* 1685年）
- 1728年 - アゴスティーノ・ステッファーニ、作曲家（* 1653年）
- 1730年 - ルカ・カルレヴァリス、画家、版画家（* 1663年）
- 1763年 - ピエール・ド・マリヴォー、劇作家、小説家（* 1688年）
- 1763年 - ゴットフリート・ハインリヒ・バッハ、作曲家（* 1724年）
- 1770年 - クリストファー・ミドルトン、航海者、探検家（* 17世紀末）
- 1771年 - アドルフ・フレドリク、スウェーデン王（* 1710年）
- 1789年 - イーサン・アレン、アメリカ独立戦争の活動家（* 1738年）
- 1798年 - スタニスワフ・アウグスト・ポニャトフスキ、ポーランド王（* 1732年）
- 1799年 - ラザロ・スパランツァーニ、博物学者（* 1729年）
- 1799年 - フランティシェク・クサヴェル・デュシェック、作曲家（* 1731年）
- 1801年 - ジャン・ダルセ（英語版）、化学者、フランス初の磁器製造者（* 1724年）
- 1804年 - イマヌエル・カント、哲学者（* 1724年）
- 1834年 - フリードリヒ・シュライアマハー、神学者、哲学者（* 1768年）
- 1837年 - ルートヴィヒ・ベルネ、評論家（* 1786年）
- 1841年 - アストリー・クーパー、外科医、解剖学者、病理学者（* 1768年）
- 1866年 - イニャーツィオ・カランドレッリ、天文学者（* 1792年）
- 1872年（明治5年1月4日） - 島津久治、薩摩藩家老（* 1841年）
- 1882年 - フランチェスコ・アイエツ、画家（* 1791年）
- 1886年 - ランドルフ・コールデコット、イラストレーター、美術家（* 1846年）
- 1889年 - 森有礼、政治家、外交官、初代文部大臣（* 1847年）
- 1894年 - ハンス・フォン・ビューロー、指揮者、ピアニスト（* 1830年）
- 1896年 - アンブロワーズ・トマ、作曲家（* 1811年）
- 1904年 - Antonio Labriola、哲学者、社会主義者（* 1843年）
- 1907年 - ミュリエル・ロブ、テニス選手（* 1878年）
- 1912年 - アルマウェル・ハンセン、医学者（* 1841年）
- 1912年 - 下山順一郎、薬学者（* 1853年）
- 1912年 - 守山恒太郎、野球選手（* 1880年）
- 1915年 - エミール・ワルトトイフェル、作曲家（* 1837年）
- 1916年 - リヒャルト・デーデキント、数学者（* 1831年）
- 1920年 - エミール・ソーレ、ヴァイオリニスト、作曲家（* 1852年）
- 1925年 - 中原鄧州、禅僧（* 1839年）
- 1931年 - 飯沼貞吉、白虎隊士（* 1854年）
- 1933年 - アンリ・デュパルク、作曲家（* 1848年）
- 1935年 - オーギュスト・エスコフィエ、フランス料理のシェフ（* 1846年）
- 1939年 - セーレン・セーレンセン、化学者（* 1868年）
- 1941年 - 田村邦男、俳優（* 1907年）
- 1942年 - グラント・ウッド、画家（* 1891年）
- 1942年 - アヴラハム・シュテルン、シオニズム機関の指導者（* 1907年）
- 1943年 - 倉田百三、劇作家、評論家（* 1891年）
- 1947年 - クルト・レヴィン、心理学者（* 1890年）
- 1954年 - 本多光太郎、物理学者（* 1870年）
- 1954年 - ジガ・ヴェルトフ、映画監督（* 1896年）
- 1958年 - ダグラス・ハートリー、数学者、物理学者（* 1897年）
- 1962年 - ミクロシュ・サバドス、卓球選手（* 1912年）
- 1967年 - 渋沢信雄、実業家（* 1898年）
- 1969年 - 木村惇、政治家、初代公選京都府知事（* 1891年）
- 1969年 - 福澤幸雄、レーサー（* 1943年）
- 1970年 - 木田文夫、医学者、小児科医（* 1908年）
- 1973年 - 山田晁、実業家、大阪金属工業所（ダイキン工業）創業者（* 1884年）
- 1976年 - サル・ミネオ、俳優（* 1939年）
- 1979年 - ジャン・ルノワール、映画監督（* 1894年）
- 1979年 - 十勝岩豊、元大相撲力士（* 1919年）
- 1982年 - 森曉、実業家、民主自由党衆議院議員（* 1907年）
- 1983年 - 手塚富雄、ドイツ文学者（* 1903年）
- 1983年 - 桶谷繁雄、冶金学者、評論家（* 1910年）
- 1984年 - アンナ・アンダーソン、ロシア皇女アナスタシアを自称した人物（* 1896年）
- 1984年 - 古谷綱武、文芸評論家（* 1908年）
- 1984年 - フリオ・コルタサル、小説家（* 1914年）
- 1985年 - ジョルジュ・ゴーチ、フィギュアスケート選手（* 1904年）
- 1985年 - 水野久男、実業家、第五代東京電力社長（* 1904年）
- 1985年 - 瀧花久子、女優（* 1906年）
- 1985年 - 国分一太郎、教育実践家、児童文学者（* 1911年）
- 1985年 - 高木史朗、宝塚歌劇団の劇作家・演出家（* 1915年）
- 1986年 - パスクァーレ・フェスタ・カンパニーレ、映画監督（* 1927年）
- 1987年 - 野溝七生子、小説家（* 1897年）
- 1987年 - 牧野正蔵、競泳選手（* 1915年）
- 1989年 - トーマス・ベルンハルト、小説家（* 1931年）
- 1993年 - 今城誼子、香淳皇后の女官（* 1908年）
- 1993年 - 今中原夫、政治家、元三重県上野市長（* 1918年）
- 1993年 - ジェームス・バルガー、誘拐殺人事件の被害者 (* 1990年）
- 1994年 - レイ・ダンドリッジ、元プロ野球選手（* 1913年）
- 1994年 - ドナルド・ジャッド、画家、彫刻家、美術評論家（* 1928年）
- 1996年 - 司馬遼太郎、小説家（* 1923年）
- 1998年 - 長谷川善三、元プロ野球選手（* 1923年）
- 1999年 - 秋野やす、スーパーセンテナリアン（* 1885年）
- 2000年 - 田中勇、実業家、元伊豆急行社長、元東亜国内航空社長（* 1905年）
- 2000年 - 進藤武松、彫刻家（* 1909年）
- 2000年 - ジャクリーン・オリオール、パイロット（* 1917年）
- 2000年 - チャールズ・M・シュルツ、漫画家（* 1922年）
- 2000年 - 橋本功、俳優（* 1941年）
- 2001年 - フレッド・イサム・ワダ、実業家（* 1907年）
- 2003年 - 荒川弘、ジャーナリスト、経済学者、成城大学名誉教授（* 1925年）
- 2004年 - マーティン・ブース、作家（* 1944年）
- 2005年 - ニコライ・ルイシコフ、政治家（* 1925年）
- 2006年 - 日下圭介、小説家（* 1940年）
- 2007年 - 岩合徳光、写真家（* 1915年）
- 2007年 - 大久保怜、司会者（* 1920年）
- 2008年 - 前田正男、政治家、第30代科学技術庁長官（* 1913年）
- 2008年 - 渡邊二郎、哲学者（* 1931年）
- 2008年 - 横田昭夫、政治家、元埼玉県行田市長（* 1942年）
- 2008年 - 竹花光範、法学者（* 1943年）
- 2009年 - 尾之内由紀夫、土木工学者、元建設事務次官（* 1915年）
- 2009年 - 松岡久人、歴史学者、広島大学名誉教授（* 1918年）
- 2009年 - リス・ハルテル、馬術選手（* 1921年）
- 2009年 - ジャコモ・ブルガレッリ、サッカー選手（* 1940年）
- 2010年 - ルイス・モロウニー、サッカー選手（* 1925年)
- 2010年 - グレテ・ソンク、女優、歌手（* 1929年)
- 2010年 - 石井米雄、歴史学者、京都大学名誉教授、神田外語大学名誉教授（* 1929年)
- 2010年 - 石井慎二、編集者、元洋泉社社長（* 1941年）
- 2010年 - ノダル・クマリタシビリ、リュージュ選手（* 1988年）
- 2011年 - ベティ・ギャレット、女優、歌手、ダンサー（* 1919年）
- 2011年 - ハンス・ライグラフ、ピアニスト、作曲家（* 1920年）
- 2011年 - フェドル・デン・ヘルトフ、サイクルロードレーサー、1968年メキシコシティ五輪金メダリスト（* 1946年）
- 2011年 - 片山雅博、アニメーション作家（* 1955年）
- 2012年 - 磯邊律男、大蔵官僚、実業家、元国税庁長官、元博報堂社長（* 1922年）
- 2012年 - デイビッド・ケリー、俳優（* 1929年）
- 2013年 - 北野祐次、実業家、関西スーパーマーケット創業者（* 1924年）
- 2014年 - シド・シーザー、俳優、声優、コメディアン（* 1922年）
- 2014年 - 古賀まり子、俳人（* 1924年）
- 2014年 - 戸田清一[11]、実業家、元三協アルミニウム工業（現三協立山）社長（* 1930年）
- 2015年 - 大竹富江、画家、彫刻家（* 1913年）
- 2015年 - 高橋泰邦、翻訳家、小説家（* 1925年）
- 2015年 - 瓜生津隆真、仏教学者、浄土真宗僧侶、元京都女子大学学長、同大学名誉教授（* 1932年）
- 2015年 - 伊藤宏太郎、政治家、元愛媛県西条市長（* 1942年）
- 2015年 - 小林一平、映画プロデューサー（* 1947年）
- 2015年 - スティーヴ・ストレンジ、歌手（* 1959年）
- 2016年 - 中桐伸五、医師、政治家（* 1943年）
- 2017年 - まついのりこ、絵本作家、紙芝居作家（* 1934年）
- 2017年 - アル・ジャロウ、ジャズ・ミュージシャン（* 1940年）
- 2017年 - 安楽岡一雄、政治家、元群馬県館林市長（* 1947年）
- 2018年 - 種田弘、元プロ野球選手（* 1931年）
- 2018年 - 高倉照幸、元プロ野球選手（* 1934年）
- 2018年 - 西條遊児、漫才師、タレント（* 1937年）
- 2018年 - 松尾雅彦、実業家、第三代カルビー社長（* 1941年）
- 2019年 - リンドン・ラルーシュ、政治活動家（* 1922年）
- 2019年 - 前田吐実男[12]、俳人（* 1925年）
- 2019年 - ゴードン・バンクス、サッカー選手、指導者（* 1937年）
- 2019年 - ペドロ・モラレス、プロレスラー、元WWWFヘビー級王者（* 1942年）
- 2019年 - 山田スミ子、女優（* 1945年）
- 2020年 - 竹田五郎、陸軍軍人、自衛官、第14代航空幕僚長、第12代統合幕僚会議議長（* 1920年）
- 2020年 - ヘイミッシュ・ミルン、ピアニスト（* 1939年）
- 2021年 - 坂本フジヱ、助産師（* 1924年）
- 2021年 - ミルフォード・グレイヴス、ジャズドラマー、パーカッショニスト（* 1941年）
- 2022年 - イ・チャヒョン、スーパーセンテナリアン（* 1910年）
- 2022年 - カルメン・ヘレラ、芸術家（* 1915年）
- 2022年 - 石母田達、政治家、労働運動家（* 1924年）
- 2022年 - ベリル・ヴァーチュー、テレビプロデューサー、実業家（* 1931年）
- 2022年 - 山本楡美子、詩人、翻訳家（* 1943年）
- 2022年 - アイヴァン・ライトマン、映画監督、映画プロデューサー（* 1946年）
- 2022年 - 大橋学、アニメーター（* 1949年）
- 2022年 - 長谷部誠、政治家、元秋田県由利本荘市長（* 1952年）
- 2023年 - 伊藤學、橋梁工学者、東京大学名誉教授、埼玉大学名誉教授（* 1930年）
- 2023年 - 本田和子、児童学者、お茶の水女子大学元学長、同大学名誉教授（* 1931年）
- 2023年 - ロジャー・ボボ、チューバ奏者（* 1938年）
- 2023年 - ユーセフ・アッ＝サーレム、サッカー選手（* 1985年）
- 2024年 - 川本源司郎、実業家（* 1932年）
- 2024年 - 矢野博丈、実業家、大創産業創業者（* 1943年）
- 2025年 - 鈴木邦彦、神経化学者、神経内科医、遺伝性神経疾患研究者、ノースカロライナ大学チャペルヒル校名誉教授（* 1932年）
- 2025年 - 五十嵐威暢、彫刻家、デザイナー、多摩美術大学学長、同大学名誉教授（* 1944年）

## 記念日・年中行事
- リンカーン誕生日（英語版）（ アメリカ合衆国）
1809年2月12日は、第16代アメリカ合衆国大統領エイブラハム・リンカーンの誕生日[13][14]。2月第1月曜日としている州もある。奴隷解放に反対していた南部の諸州では、今でも祝日になっていない。
- ダーウィンの日
チャールズ・ダーウィンの誕生日。
- ユニオンデー（ ミャンマー）
1947年2月12日の各民族間のパンロン合意（英語版）を記念。
- ブラジャーの日（ 日本）
1913年のこの日にアメリカ人女性マリー・フェルブ・ジャコブが、ブラジャーの原型となるものの特許を取得したことを記念[15]。ワコールが制定し、現在は日本ボディファッション協会が実施[16]。
- 黄ニラ記念日（ 日本）
JA全農おかやまが岡山県の特産の黄ニラのPRのために制定。「に（2）っこりいい（1）ニ（2）ラ」の語呂合せ[17]。
- ペニシリン記念日／ペニシリンの日
1941年2月12日に、イギリスのオックスフォード大学附属病院が、世界で初めてペニシリンの臨床実験に成功したことに由来[18][19]。
- ボンカレーの日／レトルトカレーの日（ 日本）
1968年のこの日に大塚食品が、日本初のレトルト食品「ボンカレー」を発売したのを記念して、2007年に同社が日本記念日協会に登録して制定[20][21]。